# Silence Becomes It
Silence Becomes It é o álbum de estreia dos Silence 4. Lançado em junho de 1998, pela PolyGram, é considerado dos maiores êxitos da indústria discográfica portuguesa: ultrapassou as 240 mil cópias vendidas, alcançando a marca de sêxtupla platina. "Borrow" e "My Friends" são singles extraídos deste disco.

## Contexto e gravação
Juntos desde 1995, a banda de Leiria teve alguma dificuldade em fazer-se ouvir. A sua sorte parece começar a mudar quando vencem o Festival Termómetro Unplugged, em 1997. No rescaldo, acabam por integrar a compilação Sons de Todas as Cores, com "A Little Respect", uma revisão da canção dos Erasure. O alinhamento incluía nomes como Blind Zero ou Pedro Abrunhosa, mas a Antena 3 escolheu a versão dos Silence 4 como single de apresentação da coletânea, dando-lhe forte airplay. Por essa altura, já a banda tinha enviado maquetes para várias editoras, recebendo recusas consecutivas, mas graças ao êxito radiofónico acabam por conseguir um contrato discográfico.
A primeira maquete tinha apenas oito temas, mas onde já aparecia "Borrow". Gravada no Castelo de Leiria, a cassete amarela foi distribuída ao público, tendo uma tiragem de 200 cópias. Essa maquete foi lançada posteriormente, integrando a caixa antológica Songbook 2014. Foi ainda gravada uma segunda maquete, com a produção de Nanã Sousa Dias, mas que só foi distribuída a editoras.
As editoras mostraram-se particularmente resistentes à ideia de uma banda portuguesa cantar em inglês, exigindo um reportório em português. Num especial produzido pela RTP, João Miguel Almeida, à altura diretor de marketing do grupo Universal, reconheceu haver "um certo preconceito que a música feita por portugueses gravada em inglês não funcionava", o que fez com que levassem alguns meses a assinar a banda. O compromisso alcançou-se com a inclusão de duas canções em português: "Sexto Sextido", que conta com a participação de Sérgio Godinho, e "Eu Não Sei Dizer".
O disco foi produzido por Mário Barreiros, uma ideia do baixista Rui Costa, e gravado nos estúdios Kasbah, no Porto. Quando iniciaram as gravações, levaram cerca de cinquenta canções para o estúdio.

## Lançamento e impacto
De início, a sonoridade semi-acústica posicionou a banda num universo ligado à música alternativa. Aliás, o concerto de apresentação do álbum foi patrocinado pela XFM (uma estação de rádio ligada essas sonoridades), mas a passagem para o universo pop foi rápida. Os Silence 4 tornaram-se um fenómeno quase imediato - o disco alcançou a marca de sêxtupla platina, por mais de 240 mil cópias vendidas.
"Borrow" teve alta rotação na rádio e na televisão, catapultando a banda para o estrelato, num fenómeno raro na música portuguesa. No rescaldo de um verão quente, o álbum protagonizou o concerto de encerramento da Expo 98. O sucesso desse ano culmina com a consagração de um concerto esgotado no Pavilhão Atlântico, a 18 de dezembro. De junho a dezembro, os Silence 4 deram mais de 90 concertos e continuaram pelo ano seguinte.
Realizado por Margarida Moura Guedes, o teledisco de "Borrow" foi reconhecido com a Escolha do Público na atribuição do prémio para Melhor Videoclip do Ano. O tema integrou a lista de “101 Canções que Marcaram Portugal” da Blitz.
Além de "Borrow", também o segundo single, "My Friends", foi considerado um êxito, sendo reconhecido como uma das canções mais emblemáticas do grupo.
Em 2018, a Antena 3 produziu um documentário para assinalar o 20º aniversário do álbum. Em 2023, na comemoração dos seus 25 anos de carreira, David Fonseca lançou uma revisão do single "Borrow" intitulada "Paranoia".

## Alinhamento
| N.º            | Título                                 | Duração |  |
| 1.             | "Goodbye Tomorrow"                     | 5:26    |  |
| 2.             | "Borrow"                               | 4:40    |  |
| 3.             | "Dying Young"                          | 2:45    |  |
| 4.             | "Old Letters"                          | 3:25    |  |
| 5.             | "Angel Song"                           | 5:17    |  |
| 6.             | "My Friends"                           | 3:59    |  |
| 7.             | "A (Very) Little Respect"              | 2:44    |  |
| 8.             | "Sextos Sentidos (com Sérgio Godinho)" | 3:56    |  |
| 9.             | "We"                                   | 3:52    |  |
| 10.            | "Breeders"                             | 2:52    |  |
| 11.            | "Eu Não Sei Dizer"                     | 4:11    |  |
| 12.            | "Cry"                                  | 3:31    |  |
| 13.            | "A Little Respect"                     | 3:46    |  |
| 14.            | "Teeth Against The Glass"              | 2:54    |  |
| Duração total: | Duração total:                         | 61:00   |  |